# زمین‌لرزه ۲۰۰۳ کلیما
زمین‌لرزه کلیما در تاریخ ۲۲ ژانویه ۲۰۰۳ میلادی، برابر با ‎۲ بهمن ۱۳۸۱، ساعت ۲:۰۶:۳۴ به زمان یوتی‌سی در مکزیک رخ داد. ژرفای این زلزله ۲۴ کیلومتر بود، و بزرگی آن ۷٫۵ در مقیاس Mw اعلام شده‌است. زمین‌لرزه به وقت محلی در روز سه‌شنبه، ساعت ۱۹ روی داده و منطقه زمانی آن یوتی‌سی -۷ بوده‌است (با لحاظ تغییر ساعت تابستانی).
سازمان زمین‌شناسی آمریکا نیز رومرکز این زمین‌لرزه را در مختصات ۱۸°۴۶′۱۲″شمالی ۱۰۴°۰۶′۱۴″غربی / ۱۸٫۷۷°شمالی ۱۰۴٫۱۰۴°غربی و ژرفای آن را در ۲۴ کیلومتر گزارش کرده‌است. بزرگی برگزیدهٔ این سازمان از میان بزرگی‌های محاسبه‌شدهٔ مختلف ۷٫۶ در مقیاس Mw بوده و از دید اثر، در میان چهار دسته‌بندی «نامحسوس»، «محسوس»، «زیان‌آور» یا «با تلفات»، زلزله را «با تلفات» اعلام کرده‌است. ۲۰۰۵ ساختمان در زمین‌لرزه خراب شده‌است. رانش زمین در آن به وجود آمده‌است. سونامی نیز در این زلزله گزارش شده‌است.
پروژهٔ «تنسور گشتاور مرکزوار» زاویه‌های (راستا، شیب، ریک) گسل سازندهٔ زمین‌لرزه و صفحه عمود بر آن را (°۳۰۸، °۱۲، °۱۱۰) یا (°۱۰۸، °۷۹، °۸۶) و نوع گسل را«معکوس» فرارسانده‌است.
شمار کشتگان زلزله حدود ۲۹ نفر بوده‌است. تعداد زخمیان ۳۰۰ نفر برآورده شده‌است. بی‌خانمان شدگان نیز ۱۰۰۰۰ نفر اعلام شده‌است.